# まいあんつ
まいあんつ（1989年〈平成元年〉4月3日 - ）は、ワタナベエンターテインメントに所属する日本のお笑いタレント。

## 来歴
父母兄本人からなる4人家族で、東京都日野市出身。小学生時代は男子に混じって少年野球チームに所属、6年生時には市の選抜チームに唯一の女子選手として参加する程の腕前。中学時代はハンドボール部、高校時代はソフトボール部で汗を流し、根性が鍛え抜かれた。
白梅学園短期大学卒業後は保育士として4年間勤めていたが、兄の勧めを受けて現所属事務所のコンテスト(「カワイイよりオモシロいと言われたい」女性を応援する「オモ女GP」)に応募したのを機に2014年10月、ワタナベコメディスクールに21期生として入学(2015年9月卒業)。卒業後、デビュー。
なお芸名の由来は、敬愛するプロ野球チーム「読売ジャイアンツ」と本名を合わせたもの。ジャイアンツで好きな選手は亀井義行。
2023年に『女芸人No.1決定戦 THE W』にて初の決勝進出。初戦ではるかぜに告ぐに敗れたものの、トップバッターとして大会を盛り上げた。
パプリカの切り口の顔を真似した10秒ほどの動画がSNSで大きくバズり、海外のアカウントにも拡散されるなどして、累計再生数が4.5億回を超えている。本人曰く、THE Wの決勝進出でテレビに出た時よりも反響が大きく戸惑っているとのこと。Instagramのフォロワー数も2023年末に8000人ほどだったのが、パプリカ動画を掲載後16万人まで増加。

## 人物
チビギャグゴリラを自称し、番組出演の際には司会の後藤輝基（フットボールアワー）から「自分、おもろい体型やなー」と賛辞を受けるほどのスタイルを活かした一発ギャグ、リズムネタ、顔芸を得意とする。
勤務していた保育園を退職する時は、園長らに「舞台女優になります」とその理由を告げたという。
芸人仲間や友人と過ごす際はプライベートの時間であってもギャグが止まらず、思いついたら制止できないことがしばしばある。婚期を迎えた多数の友人から結婚披露宴での余興を依頼され、複数の余興のネタ作りを異なるメンバーで同時期に遂行することも少なくない。ネタの完成度に妥協はなく、ほとんどが初見の参列客から喝采を浴びるなど友人からの信頼は厚い。
本人曰く「友だちの友だちはみんな友だち」とのことで友人付き合いは大変広い。2018年8月28日放送の『ウチのガヤがすみません!』（日本テレビ）へ出演した紗栄子から「初の芸人友だち」に選ばれる。
Aマッソ加納軍団のスタメン。フワちゃんの友達。
2013年12月8日放送の『NHKのど自慢』（東京都昭島市大会）に予選を通過して生放送の本選に出場している。結果は鐘二つだった。

## 芸風
女芸人の一発ギャガーを志し、身振り手振りと体型を活かしたギャグの連発を基本とする。デビュー当時はツインテールに大きな名札を胸元につけた衣装(保育士時代のエプロンをリメイクしたもの)であったが、パステルカラーのシャツを着用する時代を経て、現在は赤のオーバーオールを着用していることが多い。語感やリズムを強調するネタを得意とする。
- 代表作
  - 「無理を刻むよ、16ビート」
  - 「削ぎ落とせ、社交辞令ケバブ」
  - 「アンダースローのミーアキャット」

## 出演

### テレビ
- くりぃむナンチャラ（テレビ朝日） - 2016年9月17日[6]
- なら≒デキ〜○○なら××デキるはず〜（テレビ朝日） - 2016年10月27日[7]
- ウチのガヤがすみません!（日本テレビ）- 2018年8月28日[2]・2018年9月25日・2018年11月20日・2018年12月11日
- 美少女大行列（日本テレビ）- 2020年10月24日
- さんまのお笑い向上委員会（フジテレビ）- 2020年12月5日 -（モニター横芸人〈見学者扱い〉として）
- ダウンタウンのガキの使いやあらへんで!（日本テレビ）- 2021年1月31日・2月7日『山-1グランプリ』
- 歌ネタゴングSHOW 爆笑!ターンテーブル（TBS）- 2021年4月25日
- 中居大輔と本田翼と夜な夜なラブ子さん（TBS）- 2021年8月21日[8]
- 櫻井・有吉 THE夜会（TBS）- 2021年10月21日[9]
- ワンピースバラエティ 海賊王におれはなるTV（フジテレビ）- 2021年10月23日[10]
- ザ!世界仰天ニュース（日本テレビ）- 2022年2月9日、再現VTR出演[11]
- 行列のできる相談所（日本テレビ）- 2022年11月27日
- ザ!世界仰天ニュース（日本テレビ）- 再現VTR出演　2023年1月3日
- ヒルナンデス（日本テレビ）- 女芸人ダイエット企画　2022年4月11日、7月4日、11月14日、2023年1月16日、7月3日、8月28日、10月6日、2024年1月15日
- 負けるな!熱血ハナコのお笑い部（テレ玉）- 2022年5月4日〜2023年3月22日
- ニューヨーク蛙亭の、キット、くる!!（テレビ神奈川）- 2023年2月8日
- 有吉ジャポンII ジロジロ有吉（TBS）- 2023年2月24日、5月20日、2024年4月13日、4月20日
- 女芸人No.1決定戦 THE W 決勝戦（日本テレビ）- 2023年12月9日
- 千鳥のクセがスゴいネタGP（フジテレビ）- 2024年4月20日
- ネタパレ（フジテレビ）‐2024年5月17日

### ラジオ
- オープンハウスpresents ググッと!GOODTOWN（TOKYO FM）- ググッとレポーターとして、2022年9月28日〜2023年9月30日
- パンサー向井の＃ふらっと（TBSラジオ）- 2023年5月23日、6月15日

### ネットテレビ
- Aマッソのゲラニチョビ（SunSetTV）[12]- 2018年7月21日・2018年9月23日
- 楽遊のさきどり★アイドルBOOST↑↑（YouTube）[13] - 2025年6月24日 -

### 単独ライブ
- 第1回『アンダースローのミーアキャット 』 2019年4月30日 新宿バティオス
- 第2回『参議院議員 衆議院議員 ぎゅいんぎゅいーん』 2022年5月4日 新宿バティオス